# Dalal Mesfer Al-Harith
Dalal Mesfer Al-Harith, född 28 november 1999, är en qatarisk friidrottare som tävlar i kortdistanslöpning.
Al-Harith tävlade för Qatar vid olympiska sommarspelen 2016 i Rio de Janeiro, där hon blev utslagen i försöksheatet på 400 meter.